# ووكر هوارد
ووكر هوارد (بالإنجليزية: Walker Howard)‏ هو ممثل أمريكي، ولد في 1980.

## وصلات خارجية
- ووكر هوارد على موقع IMDb (الإنجليزية)
- ووكر هوارد على موقع ألو سيني (الفرنسية)
- ووكر هوارد على موقع أول موفي (الإنجليزية)
- ووكر هوارد على موقع قاعدة بيانات الفيلم (الإنجليزية)
- ووكر هوارد على موقع كينوبويسك (الروسية)